# Kopf (Maß)
Ein Kopf, auch Köpf oder Küpf ist eine alte Bezeichnung für ein kugel- oder halbkugelförmiges Trinkgefäß mit Füßen. Er wird neben der Maß in der bairischen Landesordnung von 1516 erwähnt, wo er knapp ein Liter gemessen haben dürfte.

## Beschreibung
Der Kopf ist ein altes Ober- und Niederdeutsches Maß für flüssige oder trockene Dinge. Zudem war der Kopf ein Gewicht in der Schweiz und im holsteinischen war „en kopp botter, ein stück von einem bestimmten gewichte, der name daher weil das stück mit einem napfartigen gefäsze, dem botterkopp, abgemessen und geformt wird.“ Es entsprach einem Gewicht von 1 Pfund 10 Loth.
| Ort/Gebiet     | Einteilung                              | Vielzahl                                                    |
| Flüssigkeiten  | Flüssigkeiten                           | Flüssigkeiten                                               |
| -------------- | --------------------------------------- | ----------------------------------------------------------- |
| Zürich         | 1 Kopf = 2 Maß, 4 Quärtle und 8 Stotzen | 8 Köpfe = 1 Viertel, 32 Köpfe = 1 Eimer                     |
| Österreich     | 1 Kopf = 22⁄5 Seidel                    | 12⁄3 Köpfe = 1 Maß                                          |
| Regensburg     | 1 Kopf = 2 Seidel                       |                                                             |
| trockene Dinge |                                         |                                                             |
| Aachen         |                                         | 4 Köpfe = 1 Fass, 24 Köpfe = 1 Malter Getreide              |
| Basel          | 1 Küpflein = 2 Becher                   | 4 Küpflein = 1 Scheffel (Müdde), 32 Köpfe = 1 Sack Getreide |
| Holland        |                                         | 32 Köpfe = 1 Scheffel                                       |
| Hannover       | 1 Kopf = der 16. Theil eines Scheffels  |                                                             |
| Gewicht        |                                         |                                                             |
| Schweiz        | 1 Kopf= 7 Pfund                         |                                                             |

Verwandt sind die Begriffe lateinisch cupa, cupellus, scyphus, althochdeutsch choph, chuph, mittelhochdeutsch kopf, englisch cup, italienisch coppa, französisch couppe altnordisch koppr, schwedisch kopp (kappe), dänisch kop, niederländisch, niederdeutsch kop und weitere.